# Peânio
Peânio (em latim: Paeanius) foi um advogado romano do século IV, ativo na Palestina. Nativo de Antioquia e originário duma rica família, era filho do governador Caliópio e neto de Hesíquio e Peânio. Segundo o sofista Libânio, em 364 solicitou a permissão de Daciano para casar com a filha de Pompeiano e por 365 já estava casado.
Foi pupilo de Acácio 6 e do sofista Libânio. Em 364, visitou a capital imperial de Constantinopla e Macedônia e então retornou para a Palestina para exercer sua advocacia. Peânio provavelmente ser identificado com o homônimo que traduziu o Breviário do historiador Eutrópio em grego.